# Friends (film 1912)
Friends è un cortometraggio muto del 1912 scritto e diretto da D.W. Griffith.

## Trama
Dora, una giovane orfana, viene corteggiata da due cercatori d'oro.

## Produzione
Il film fu prodotto dalla Biograph Company. Venne girato a Coytesville, nel New Jersey.

## Distribuzione
Distribuito dalla General Film Company, il film - un cortometraggio di una bobina - uscì nelle sale cinematografiche statunitensi il 23 settembre 1912.
Copia della pellicola è conservata negli archivi del George Eastman Museum.